# Гамаль
Гамаль (Хамаль, El Nath, Arietis, Al Ħamal rās al-ħamal) «голова барана» — альфа Овна (Aries), найяскравіша зоря у цьому сузір'ї (α Ari — 2,00m). Вона є червоним гігантом спектрального класу K2 IIICa-1, де приставка Ca вказує на те, що її спектр містить сильні лінії кальцію. α Ari є дещо холоднішою за наше Сонце, але приблизно вдвічі масивніша за нього й її радіус в 15 раз перевищує сонячний. Дана зоря розташована на відстані близько 66 світлових років від Землі й нерегулярно змінює свій блиск на 0.06 зоряної величини.

## Історичні дані
Велика видима яскравість зорі Гамаль та її розташування на нічному небі близько до площини екліптики (на малюнку праворуч показана штриховою лінією коричневого кольору) спричинило великий інтерес до неї з боку астрології. Річ у тім, що між 2000 та 100 роками до нашої ери точка весняного рівнодення для північної півкулі перебувала в сузір'ї Овена, тому всі астрологічні таблиці починалися з Овена. Оскільки альфа Ari того часу була розташована неподалік від точки весняного рівнодення, то стародавні астрологи запам'ятали її як відповідний орієнтир на цю точку на нічному небі. Згодом, внаслідок прецесії осі добового обертання Землі, точка весняного рівнодення перемістилася в область сузір'я Риб, проте порядок подання даних в астрологічних таблицях залишився незмінним.

## Планетарна система
Унаслідок аналізу даних що до періодичної зміни променевої швидкості спектральних ліній поглинання в спектрі зорі Альфа Ari у 2011 році було відкрито існування масивної екзопланети, що рухається по орбіті навколо даної зорі.
| Планета (по порядку віддалення від зорі) | Маса         | Радіус | Велика піввісь (а.о.) | Орбітальний період (діб) | Нахил орбіти (°) | Ексцентриситет орбіти | Кіл-ть супутників |
| ---------------------------------------- | ------------ | ------ | --------------------- | ------------------------ | ---------------- | --------------------- | ----------------- |
| Альфа Ari b                              | 1.8 ± 0.2 MJ | ?      | 1.2                   | 380.8 ± 0.3              | ?                | 0.25 ± 0.03           | ?                 |